# برگیت برول
برگیت برول (دانمارکی: Birgit Brüel؛ ‏ زاده ۶ اکتبر ۱۹۲۷-درگذشته ۲۳ فوریه ۱۹۹۶) خواننده دانمارکی بود. او نماینده دانمارک در یوروویژن ۱۹۶۵ بود.
از فیلم‌های او می‌توان به بازیچه دوست‌داشتنی اشاره کرد.